# Glenwood (Washington, Whitman megye)
Glenwood az Amerikai Egyesült Államok északnyugati részén, Washington állam Whitman megyéjében elhelyezkedő önkormányzat nélküli település. A helységen nem végeznek népszámlálást.
A település nevét a közeli szurdokról (glen) és fákról (woods) kapta.

## Fordítás
Ez a szócikk részben vagy egészben  a   Glenwood, Whitman County, Washington című angol Wikipédia-szócikk ezen változatának fordításán alapul.  Az eredeti cikk szerkesztőit annak laptörténete sorolja fel. Ez a jelzés csupán a megfogalmazás eredetét és a szerzői jogokat jelzi, nem szolgál a cikkben szereplő információk forrásmegjelöléseként.